# Dave O’Neal
David C. O’Neal (* 24. Januar 1937 in Belleville, Illinois; † 10. Juli 2021 in Las Vegas, Nevada) war ein US-amerikanischer Politiker. Zwischen 1977 und 1981 war er Vizegouverneur des Bundesstaates Illinois.

## Werdegang
David O’Neal besuchte das St. Louis College of Pharmacy und diente für einige Zeit im United States Marine Corps. Beruflich war er unter anderem im Pharmaziegeschäft tätig. Politisch schloss er sich der Republikanischen Partei an. 1976 wurde er an der Seite von James R. Thompson zum Vizegouverneur von Illinois gewählt. Dieses Amt bekleidete er zwischen dem 10. Januar 1977 und seinem Rücktritt am 31. Juli 1981. Dabei war er Stellvertreter des Gouverneurs.
1980 kandidierte David O’Neal erfolglos für den US-Senat. Im Juli 1981 erklärte er seinen Rücktritt vom Amt des Vizegouverneurs. Anschließend ist er politisch nicht mehr in Erscheinung getreten.

## Einzelnachweis
1. ↑  Former St. Clair County sheriff, Illinois Lieutenant Governor dies at age 84

| Personendaten    | Personendaten                      |
| ---------------- | ---------------------------------- |
| NAME             | O’Neal, Dave                       |
| ALTERNATIVNAMEN  | O’Neal, David C. (wirklicher Name) |
| KURZBESCHREIBUNG | US-amerikanischer Politiker        |
| GEBURTSDATUM     | 24. Januar 1937                    |
| GEBURTSORT       | Belleville, Illinois               |
| STERBEDATUM      | 10. Juli 2021                      |
| STERBEORT        | Las Vegas, Nevada                  |